# Teresa Giménez Selma
Teresa Giménez Selma (Castelló de la Plana, País Valencià, 1898 - segle XX) va ser una sindicalista i feminista valenciana.

## Biografia
De família d'espardenyers, Teresa Giménez Selma, va ser plantilladora i es va afiliar des de molt jove al Partit Socialista i al sindicat femení d'espardenyeres de la UGT. Acudí al III Congrés de la Federació d'Espardenyers l'any 1924 com a representant femenina amb una altra plantilladora, Maria Archilés.
A la ciutat de Castelló existien durant la Segona República dos sindicats femenins del ram de l'espardenya. Un sindicat s'anomenava Societat Obrera de Confeccionadores d'Espardenyes, vinculat a la UGT, on pertanyia Teresa Giménez, i la "Societat Femenina d'Obreres espardenyeres i oficis diversos, La Bona Unió", relacionada amb els republicans radicals i els catòlics.
Encara que durant la Restauració va ser el Centre Obrer qui va reunir fins i tot els sindicats de classe, durant la Segona República trobem una major autonomia d'aquests sindicats i el control majoritari dels treballadors i treballadores de l'espardenya per part de la UGT. Els sindicats femenins tenien plena autonomia per a resoldre els problemes laborals, però encara depenien d'un consell d'administració format per homes. No obstant això, cada vegada es distanciaven més del paternalisme dels seus companys i durant tota la República tenen una Junta directiva formada per una presidenta, una vicepresidenta, secretària, vicesecretària i diverses vocals. La gestió directa per part de les obreres de les seves problemàtiques, com els sous més inferiors als treballadors, el segur i la baixa per maternitat i la major educació professional i personal van donar a les obreres una major autonomia per a desenvolupar-se com a persones.
Durant la Guerra Civil fou directora de la Casa de Beneficència de Castelló. L'any 1932 s'havia creat una comissió gestora per a investigar les denúncies dels asilats de la Casa de Beneficència sobre la mala gestió del director, per manca d'higiene, menjar dolent i maltractament d'alguns beneficiats. Segurament aquesta situació va obligar el governador del Partit Socialista a canviar-ne la direcció, que se li va oferir a Teresa Giménez.
El Consell de Guerra Permanent nomenat en la postguerra pel règim franquista va acusar Teresa Giménez Selma de “gran propagandista de la causa roja” i de representar el Partit Socialista en diferents congressos. Va ser acusada de proferir blasfèmies i amenaces contra l'enemic i de tractar-los de feixistes. Va ser condemnada a 6 anys de presó, amb la suspensió de qualsevol càrrec i votació per l'acusació de «delito de provocación, inducción y exaltación a la rebelión» segons l'article 240 del Codi de Justícia Militar. També se li va aplicar una multa de 2.500 pessetes, però com que no podia pagar-la l'expedient es va cancel·lar i arxivar. Va morir a Castelló en data desconeguda.